# Hemitelia serra
Hemitelia serra là một loài thực vật có mạch trong họ Cyatheaceae. Loài này được (Willd.) Desv. mô tả khoa học đầu tiên năm 1827.